# Ostelsheim
Ostelsheim – miejscowość i gmina w Niemczech, w kraju związkowym Badenia-Wirtembergia, w rejencji Karlsruhe, w regionie Nordschwarzwald, w powiecie Calw, wchodzi w skład związku gmin Althengstett. Leży w Heckengäu, ok. 7 km na wschód od Calw, przy linii kolejowej Stuttgart–Leonberg–Calw).